# Abram Bezikóvitx
Abram Bezikóvitx (rus: Абрам Самойлович Безикович)  (Berdiansk, 23 de gener de 1891 - Cambridge, 2 de novembre de 1970) va ser un matemàtic rus, que va treballar sobretot a Anglaterra. Va néixer a Berdiansk a la vora del mar d'Azov (avui a Ucraïna) en una família jueva.
Ha estat l'alumne d'Andrei Màrkov a la Universitat Estatal de Sant Petersburg, va defensar la seva tesi doctoral el 1912. Llavors va començar les seves investigacions en probabilitats. Es va convertir a l'ortodòxia en el moment del seu matrimoni el 1916. Va ser nomenat professor a la Universitat de Perm el 1917, i va ser pres en els trastorns de la revolució Russa. El 1920, va acceptar un lloc la universitat de Sant Petersburg.
El 1924, va anar a Copenhaguen, finançat per una borsa Rockefeller. Hi va treballar sobre les funcions quasi- periòdiques, que porten avui el seu nom. Després d'haver-se trobat amb G. H. Hardy a Oxford, va treballar per a la Universitat de Liverpool el 1926 i la universitat de Cambridge el 1927.
Va treballar sobretot sobre els mètodes i les qüestions combinatòries en anàlisi real, com el problema de Kakeya i la Dimensió de Hausdorff-Bezikóvitx. Aquests dos temes particulars han pres una importància creixent.
Ha influenciat fortament l'economista Piero Sraffa, després de 1940, mentre que eren tots dos al Trinity College. També ha influenciat Dennis Lindley, un dels fundadors de l'escola bayesiana al Regne Unit.
Va succeir el 1950 a John Edensor Littlewood en la càtedra Rouse Ball de matemàtiques a Cambridge
Es va jubilar el 1958. Morí a Cambridge.